# Шпрингер, Иван Иванович
Иван Иванович Шпрингер (1713—1771) — российский военачальник и администратор, генерал-поручик, основатель второй Омской крепости.

## Биография
Родился в 1713 году на территории шведской провинции Эстляндии в семье обедневших остзейских дворян, которая была за несколько лет до того была завоевана русскими войсками Петра I и окончательно присоединена к России по условиям Ништадского мира 1721 года. 
В литературе утверждается, что И. И. Шпрингер происходил из остзейских дворян — немцев-колонистов, поселившихся в районе Оренбурга в 1730-е гг. Однако, как указывает историк В.Д. Пузанов, эти сведения не верны. По данным "офицерской сказки", т.е автобиографии 1765 г., которую И.И. Шпрингер сам подал в военную коллегию Российской империи, он родился в Эстляндии. В литературе утверждается, что И.И. Шпрингер получил образование в 1-м кадетском корпусе, из которого выпущен в 1738 году. Однако сам И.И. Шпрингер ни разу не указывал на это. Более того, в списки выпускников 1-го кадетского корпуса И.И. Шпрингер не значится. Наоборот, он начал службу рядовым в 1738 г. Образование он получил в одном из сословных учебных заведений Эстляндии для дворян. Здесь он выучил немецкий, шведский, русский и французский языки, получил подготовку по фортификации и математике. В 1730-е гг. выходцы из этих учебных заведений получили быстрое продвижение по службе благодаря Бурхарду Миниху. Именно в эти годы И.И. Шпрингер получил первый боевой опыт - в русско-турецкой войне 1735-1739 гг. В ходе войны в 1738 г. он принял участие в походе войск Б. Миниха на Днепр, а в 1739 г. участвовал в походе в Молдавию И.И. Шпрингер принимал участие в битве при Ставучанах. Именно в ходе войны И.И. Шпрингер получает первое офицерское звание и в 1744 г. становится капитаном. Второй войной для Шпрингера стала русско-шведская война 1741-1744 г.  В начале 1750-х годов был произведён в полковники.
В начале Семилетней войны был прикомандирован к австрийской армии, затем состоял в штабе генерал-квартирмейстера А. Н. Вильбоа и его помощника И. И. Веймарна. 30 июля 1757 года произведён в генерал-майоры. После воцарения императора Петра III был назначен шефом Белозерского мушкетёрского полка.
3 марта 1763 года получил чин генерал-поручика и в сентябре того же года был назначен командиром войск Сибирского корпуса. По прибытии в Тобольск Шпрингер совершил объезд крепостей Сибирской пограничной линии. По результатам поездки им было принято решение перенести старую Омскую крепость на новое место, весной 1768 года было начато строительство этой крепости и тем самым положено начало формированию современной планировки города Омска.
Шпрингер ответственно относился и к строительству новой крепости, и к духовно-нравственному воспитанию солдат. Поэтому он поддерживал театральные начинания своего адъютанта, инженера Ивана Андреева, организовавшего репетиции и спектакли.
Умер 10 февраля 1771 года в Омске и там же похоронен на юго-западной окраине иноверческого кладбища возле Ильинской церкви. Могила исчезла в 70-е годы XIX века.
Среди прочих наград Шпрингер имел ордена:
- Орден Святого Александра Невского (24 сентября 1767 года)
- Орден Святого Георгия 4-й степени за 25 лет выслуги (25 ноября 1770 года, № 77 по кавалерскому списку Григоровича — Степанова).